# Дунхад Муриски
Дунхад Муриски (др.‑ирл. Dúnchad Muirisci; убит в 683) — король Коннахта (682—683) из рода Уи Фиахрах.

## Биография
По свидетельствам из «Баллимотской книги», Дунхад Муриски был сыном Типрайте и внуком Маэлдуба, в то время как в ирландских анналах и списках коннахтских правителей из «Лейнстерской книги» и трактата «Laud Synchronisms» он ошибочно называется сыном Маэл Дуйна или Маэлдуба. Он принадлежал к септу Уи Фиахрах Муаде, земли которого располагались в устье Моя. Родоначальником этой ветви Уи Фиахрах был прапрадед Дунхада Фиахна, сын верховного короля Ирландии Ната И. Ни один из ближайших предков Дунхада не владел коннахтским престолом.
В анналах и списках коннахтских правителей сообщается о том, что Дунхад Муриски получил престол после гибели в 682 году короля Кенн Фаэлада мак Колгана. Он первый король Коннахта из септа Уи Фиахрах Муаде. Эпитет Дунхада свидетельствует, что тот завоевал область Муйреск на реке Мой, ранее принадлежавшую септу Уи Фиахрах Муйрске.
Дунхад Муриски был убит в 683 году. Однако исторические источники не упоминают, кто был ответственен за это преступление. Его преемником на престоле Коннахта был его дальний родственник Фергал Айдне. Свидетельства «Лейнстерской книги» и трактата «Laud Synchronisms» о том, что преемником Дунхада был Келлах мак Рогаллайг, являются ошибочными.
Сыновьями Дунхада Муриски были Индрехтах и Айлиль. Первый из них, также как и отец, был королём Коннахта.